# Rangnang
Rangnang (kor. 락랑구역, Rangnang-guyŏk) – jedna z 19 dzielnic stolicy Korei Północnej, Pjongjangu. Znajduje się w zachodniej części miasta. W 2008 roku liczyła 282 681 mieszkańców. Składa się z 21 osiedli (kor. dong) i 9 wsi (kor. ri). Graniczy z dzielnicami P’yŏngch’ŏn i Sŏn’gyo od północnego wschodu, Ryŏkp’o od wschodu, Man’gyŏngdae od północy, z powiatem Kangnam od południa i z powiatem Ch’ŏllima (oba powiaty w prowincji P’yŏngan Południowy) od zachodu.

## Historia
Pierwotnie tereny dzielnicy stanowiły część miejscowości (kor. myŏn) Taedonggang, powiatu Taedong (prowincja P’yŏngan Południowy). Po zakończeniu okupacji tereny obecnie wchodzące w skład dzielnicy były częścią dzielnicy wschodniej (kor. 동구, Dong-gu, od 1952 roku 동구역, Dong-guyŏk), a także powiatów Kangnam i Chunghwa. Jako osobna jednostka administracyjna dzielnica Rangnang została utworzona we wrześniu 1959 roku.

## Podział administracyjny dzielnicy
W skład dzielnicy wchodzą następujące jednostki administracyjne:
| Nazwa jednostki administracyjnej | Rodzaj jednostki administracyjnej | Chosŏn’gŭl | Hancha   |
| -------------------------------- | --------------------------------- | ---------- | -------- |
| Jŏngbaek-1-dong                  | osiedle                           | 정백1동    | 貞栢1洞  |
| Jŏngbaek-2-dong                  | osiedle                           | 정백2동    | 貞栢 2洞 |
| Rangnang-1-dong                  | osiedle                           | 락랑1동    | 樂浪1洞  |
| Rangnang-2-dong                  | osiedle                           | 락랑2동    | 樂浪2洞  |
| Rangnang-3-dong                  | osiedle                           | 락랑3동    | 樂浪3洞  |
| Jŏng'o-1-dong                    | osiedle                           | 정오1동    | 貞梧1洞  |
| Jŏng'o-2-dong                    | osiedle                           | 정오2동    | 貞梧2洞  |
| Wŏn'am-dong                      | osiedle                           | 원암동     | 猿岩洞   |
| Tudan-dong                       | osiedle                           | 두단동     | 斗團洞   |
| Ch'ungsŏng-1-dong                | osiedle                           | 충성1동    | 忠誠1洞  |
| Ch'ungsŏng-2-dong                | osiedle                           | 충성2동    | 忠誠2洞  |
| Ch'ungsŏng-3-dong                | osiedle                           | 충성3동    | 忠誠3洞  |
| Tongsan-dong                     | osiedle                           | 동산동     | 東山洞   |
| Kwanmun-1-dong                   | osiedle                           | 관문1동    | 關門1洞  |
| Kwanmun-2-dong                   | osiedle                           | 관문2동    | 關門2洞  |
| Kwanmun-3-dong                   | osiedle                           | 관문3동    | 關門3洞  |
| T'ongil-1-dong                   | osiedle                           | 통일1동    | 統一1洞  |
| T'ongil-2-dong                   | osiedle                           | 통일2동    | 統一2洞  |
| Sŭngni-1-dong                    | osiedle                           | 승리1동    | 勝利1洞  |
| Sŭngni-2-dong                    | osiedle                           | 승리2동    | 勝利2洞  |
| Sŭngni-3-dong                    | osiedle                           | 승리3동    | 勝利3洞  |
| Songnam-ri                       | wieś                              | 송남리     | 松南里   |
| Posŏng-ri                        | wieś                              | 보성리     | 甫城里   |
| Ryuso-ri                         | wieś                              | 류소리     | 柳巢里   |
| Namsa-ri                         | wieś                              | 남사리     | 南寺里   |
| Jungdan-ri                       | wieś                              | 중단리     | 中端里   |
| Ryongho-ri                       | wieś                              | 룡호리     | 龍湖里   |
| Kŭmdae-ri                        | wieś                              | 금대리     | 今大里   |
| Pyŏkjido-ri                      | wieś                              | 벽지도리   | 碧只島里 |
| Kingol-ri                        | wieś                              | 긴골리     | 긴골리   |

## Ważne miejsca na terenie dzielnicy
- Bazar T'ongil – największy targ w Korei Północnej, otwarty w 2003 roku
- Łuk Zjednoczenia, pomnik w kształcie łuku na cześć zjednoczenia Korei, odsłonięty w 2001 roku nad ulicą T'ongil na drodze z Pjongjangu do Kaesŏng. Został zburzony w styczniu 2024 roku na zlecenie Kim Dzong Una[2].
- Studio Filmowe im. 25 kwietnia